# 天豊足柄姫命
天豊足柄姫命（あめのとよたらしからひめのみこと）は島根県浜田市の天豊足柄姫命神社（石神社）の祭神。

## 内容
石見国を開いて衣食の道を授けたとされる。神社境内の碑文の解説として「その伝によると神が石と化した事は根拠がなくて信ずる事が出来ない」とある。石と化したという伝説は下記の八色石の伝説に由来する。

## 八色石の伝説
邑智郡邑南町八色石の龍岩神社に天豊足柄姫命にまつわる伝説が残されている。
天下った出雲の八束水臣津野命の前に女神（天豊足柄姫命）が現れ、この国に八色石という巨岩があり、山河は枯れ、蛇と化して民を悩ませていると告げた。命は青民草のためにこれを滅ぼそうと思召した。姫に手引きされた八束水臣津野命が赴き、八色石を二段に切った。その首は飛び去って邑智郡の龍石となり、その尾は美濃郡の角石となった。これで災いがなくなったと姫はいたく喜んで庵に誘ってもてなした。八束水臣津野命は庵に宿をとったが、夜が明けて見たところ、その姫は忽然と岩に変わっていた。命はこれは不思議な岩を見たことだと訝しく思った。

## 那賀郡誌
『那賀郡誌』松陽新報社　1916年　に掲載されたものでは、
石見の国は天豊足柄姫命によって開拓され豊かに足らされた。民草は満ち足りていたとき、荒ぶる神が現れ、長大な蛇の姿となって民草を襲った。今ぞ危急という秋、姫は出雲より八束水臣津野命の救援を得て大いに撃って蛇を三分にし衰亡に終わらしめた。かくして凱旋の宴で八束水臣津野命の将兵をねぎらったが、その夜、姫はみまかって石となり給うたと伝える。姫の身はみまかったといえど、その功績は盤石のものとなって伝わるであろう。
『那賀郡誌』が刊行されたのは大正時代だが、時代が下るにつれて勇壮な筋へと変わっている。新作神楽では八束水臣津野命と共に戦い、大蛇の瘴気に当たって亡くなるという筋立てのものがある。

## ゆかりの地
- 天豊足柄姫命神社（浜田市）
- 龍岩神社（邑智郡邑南町八色石）